# Elisabeth av Polen

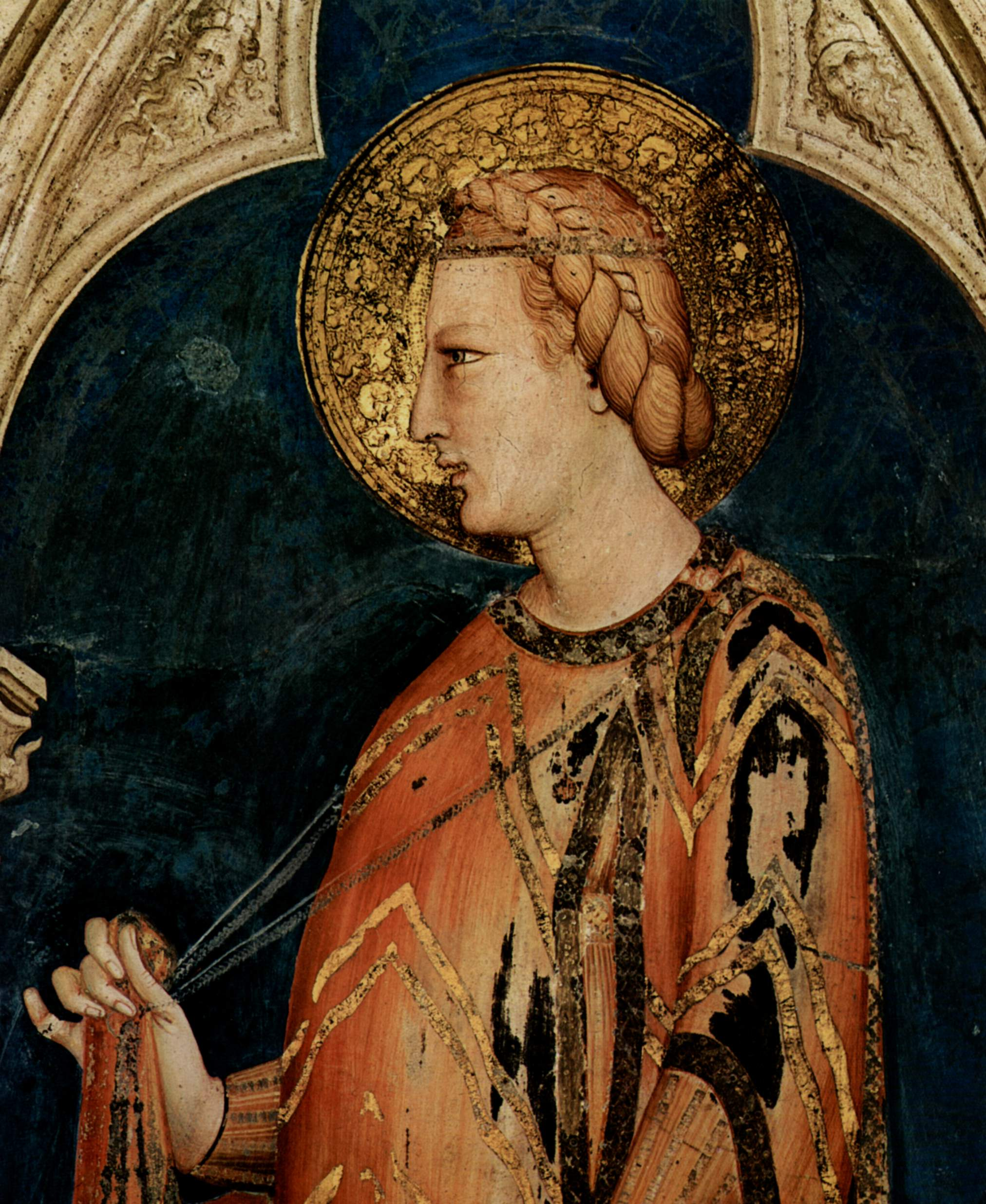
Elisabeth av Polen, en entreprenör inom parfymtillverkningen, som lät tillverka västvärldens första moderna parfym, "ungerskt vatten".

Elisabeth av Polen, född 1305, död 29 december 1380, var genom sitt äktenskap med Karl I drottning av Ungern från 1320, samt de facto regent av Polen från 1370 till sin död.

## Biografi
Elisabeths far var Vladislav I Lokietek, prins av Kujavien av huset Piast, och sedermera Polens enare och första kung. Modern, Jadwiga, var dotter till hertig Boleslav av Polen och saliga Jolanta av Ungern. Hennes bror Casimir den store var den siste kungen av huset Piast, och regerade Polen till sin död 1370.

### Drottning
Den 6 juli 1320 gifte sig Elisabeth med Karl I Robert av Ungern, och blev därmed hans tredje hustru och Ungerns drottning. Under sin tid som drottning i Ungern lät hon tillverka världens första moderna parfym, som kallades "ungerskt vatten" och bestod av parfymolja i alkohollösning. Vem parfymören var är oklart, en del källor uppger att det var en munk, och andra att det var en av hovets alkemister. I dess första version, var parfymen baserad på destillerad rosmarin och timjan, och senare versioner innehöll lavendel, mynta, salvia, mejram, apelsinblom och citron. Första gången Elisabeths "ungerska vatten" nådde utlandet, var 1370, när Karl V av Frankrike fick en flaska i gåva. Hennes parfym tillverkades därefter runt om i Europa i flera århundraden, tills Eau de Cologne, "vatten från Köln", började tillverkas på 1700-talet. En av de mest utförliga beskrivningarna av parfymen kommer från Nicholas Culpepers Pharmacopeia Londoniensis (1683), där det framgår att parfymen ansågs ha medicinska egenskaper, och bland annat kunde bota epilepsi, reumatism, tandvärk och dövhet, och att den inte bara brukades till att dofta på, utan även intogs i vodka eller vin. 

### Senare liv
Elisabeth blev änka 1342. 
När brodern Casimir avled 1370, blev Elisabeths son, Ludvig, Polens regent, eftersom Casimir saknade manliga arvingar. Därmed slocknade Piastdynastin i Polen, men sidogrenar fortsatte regera Schlesien och Masovien. Successionsordningen hade fastslagits redan 1355, men med sin son på hemlandets tron, blev Elisabeth den egentliga regenten från sonens trontillträde 1370 till sin död.

## Barn
1. Karl (1321), död späd
2. Ladislaus (1324-1329)
3. Ludvig
4. Andreas, hertig av Kalabrien
5. Stefan, hertig av Slavonien
6. Katarina av Ungern
7. Elisabeth av Ungern